# Film di Langmuir-Blodgett

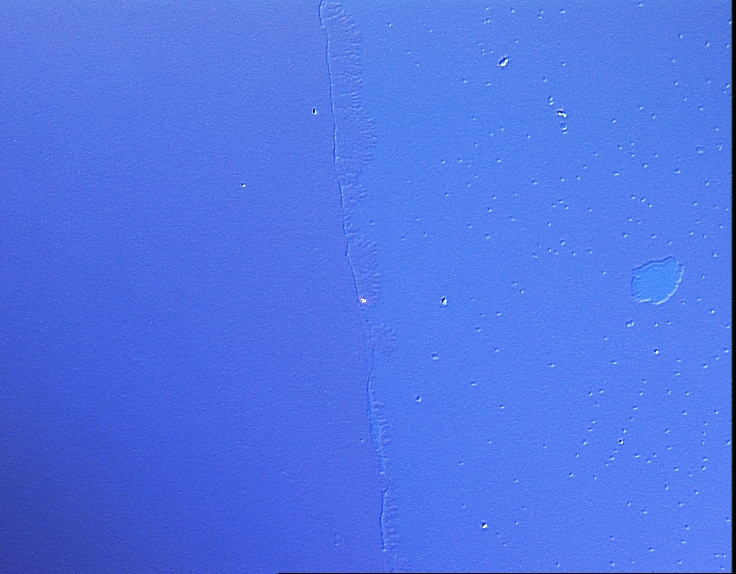
Immagine al microscopio di un film di Langmuir-Blodgett formato da un monostrato di acido stearico dello spessore di 2,4 nm.

Il film di Langmuir-Blodgett è un particolare film ottenuto depositando uno o più monostrati di molecole organiche anfifiliche dalla superficie di un liquido su un substrato solido, tramite immersione del solido o per emersione dal liquido stesso. Deve il suo nome a Irving Langmuir e Katharine Blodgett, che l'ottennero durante il periodo in cui lavorarono alla General Electric. Un metodo alternativo per depositare singoli monostrati su una superficie consiste nei monostrati auto-assemblati.
Il film di Langmuir-Blodgett non va confuso con il film di Langmuir, che indica semplicemente un monostrato immerso in soluzione acquosa. Il trasferimento di film sottili su una matrice solida consente di sfruttarne le proprietà, trovando tutta una serie di applicazioni tecnologiche.

## Fondamenti teorici

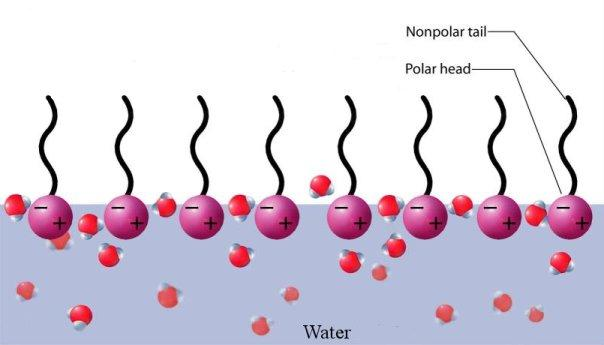
Disposizione delle molecole di tensioattivo sulla superficie dell'acqua. la testa idrofila interagisce con il mezzo acquoso, mentre la coda idrofoba è in grado di interagire con una seconda fase organica immiscibile.

Un tensioattivo è una specie in grado di agire all'interfaccia di due differenti fasi provocando una diminuzione della tensione superficiale. Tale variazione viene espressa dalla cosiddetta pressione superficiale (π), definita come la differenza tra la tensione superficiale del solvente puro e quella della soluzione. Se adesso si considerano, ad esempio, le due fasi olio e acqua in contatto fra loro, ciascuna contenente un componente J con concentrazione totale nj in ciascuna fase, l'accumulo del componente all'interfaccia porta alla definizione dell'energia libera di Gibbs di superficie:
{\displaystyle G(\sigma )=G-\left\{G(olio)-G(acqua)\right\}}
dove G indica l'energia libera di Gibbs teoricamente ottenuta nel caso in cui il componente J si distribuisse uniformemente nell'intero volume delle due fasi. 
In modo simile si ricava la quantità totale nj(σ), che differisce dalla semplice somma delle concentrazioni nelle due fasi. Questa differenza può essere espressa in termini di superficie in eccesso:
{\displaystyle \Gamma _{j}=G-{\frac {n_{j}(\sigma )}{\sigma }}}
dove {\displaystyle \sigma } è l'area superficiale. Se l'eccesso di superficie assume un valore positivo significa che si ha un accumulo di componente all'interfaccia, mentre in caso contrario l'eccesso di superficie assume valore negativo. 
L'eccesso di superficie è messo in relazione con la tensione superficiale dall'isoterma di Gibbs:
{\displaystyle d\gamma =-\sum \Gamma _{j}d\mu _{j}}
che, esplicitando il potenziale chimico, a temperatura costante fornisce la relazione
{\displaystyle \left({\frac {d\gamma }{dc}}\right)_{T}=-{\frac {RT\Gamma _{j}}{c}}}
Ciò dimostra come l'accumulo di surfattante in superficie implichi una diminuzione della tensione superficiale.
Oltre alla già citata pressione superficiale, altro parametro degno di nota è la pressione di collasso definita come la massima pressione che può sostenere un film senza distruggersi.

## Preparazione

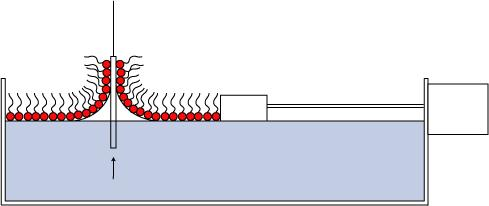
Formazione di un film di Langmuir-Blodgett: mentre il substrato si muove verso l'alto, la pressione esercitata da una barriera fa depositare il monostrato che si lega tramite la testa idrofila.

Il film di Langmuir-Blodgett viene tipicamente ottenuto immergendo il substrato solido all'interno della soluzione contenente le molecole del film, le quali sono disciolte in un solvente organico volatile immiscibile con l'acqua. Un'apposita apparecchiatura esercita una pressione in grado di compattare tali molecole, che dopo l'evaporazione del solvente organico si depositano in uno strato con spessore dell'ordine dei nanometri. Considerando un substrato idrofilo (ad esempio il vetro), la testa polare della molecola organica tende a interagire legandosi alla superficie del solido, mentre la catena apolare tende a disporsi più distante. 

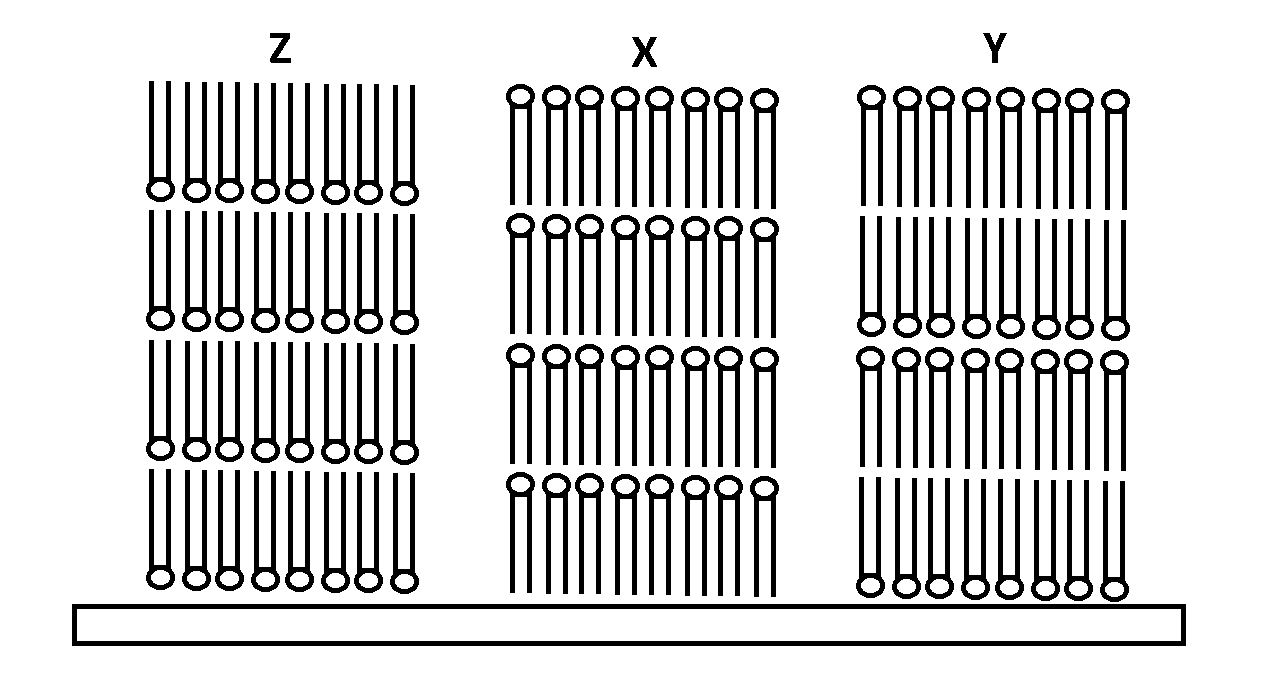
I tre tipi di film (x, y e z) in base alla differente disposizione delle molecole.

In base al numero di immersioni, è possibile fare depositare in modo controllato un numero variabile di strati. Il processo di adsorbimento può essere monitorato misurando la diminuzione di tensione superficiale. Inoltre è possibile controllare in modo preciso l'orientazione delle molecole in ciascuno strato, nonché variarne la loro natura. Lo strato più esterno è quello che determina le proprietà chimico-fisiche, quali ad esempio la bagnabilità. In relazione al differente orientamento dei monostrati, possono distinguersi i seguenti tipi di film: film x, con orientamento verso il basso; film y, con orientamento sia verso l'alto sia verso il basso; film z, caratterizzati da orientamento verso l'alto.
Si possono ottenere anche film polimerici facendo avvenire la polimerizzazione in situ di monomeri anfifilici.

## Applicazioni
In generale, la tecnologia di Langmuir-Blodgett trova impiego nei campi della microlitografia, nella polimerizzazione allo stato solido, in ottica, nell'effetto tunnel e in quello fotovoltaico.
Tra i principali utilizzi del film di Langmuir-Blodgett spicca quello nell'industria elettronica. Son ben note le proprietà elettriche dei film delle ftalocianine, e la tecnica di Langmuir-Blodgett permette di aprire il campo allo sviluppo di nuovi film sottili organici da usare come semiconduttori in microelettronica.
Un altro possibile uso riguarda la simulazione delle membrane biologiche, con l'opportunità di potere effettuare indagini sul meccanismo d'azione dei farmaci o altri studi inerenti alla biochimica.